# سان ادورادو (بویاکا)
سان ادورادو (انگلیسی: San Eduardo, Boyacá) یک منطقهٔ مسکونی در کلمبیا است.